# 索卡利區

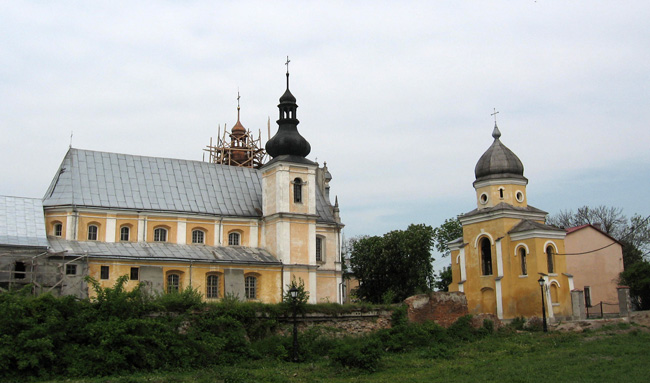

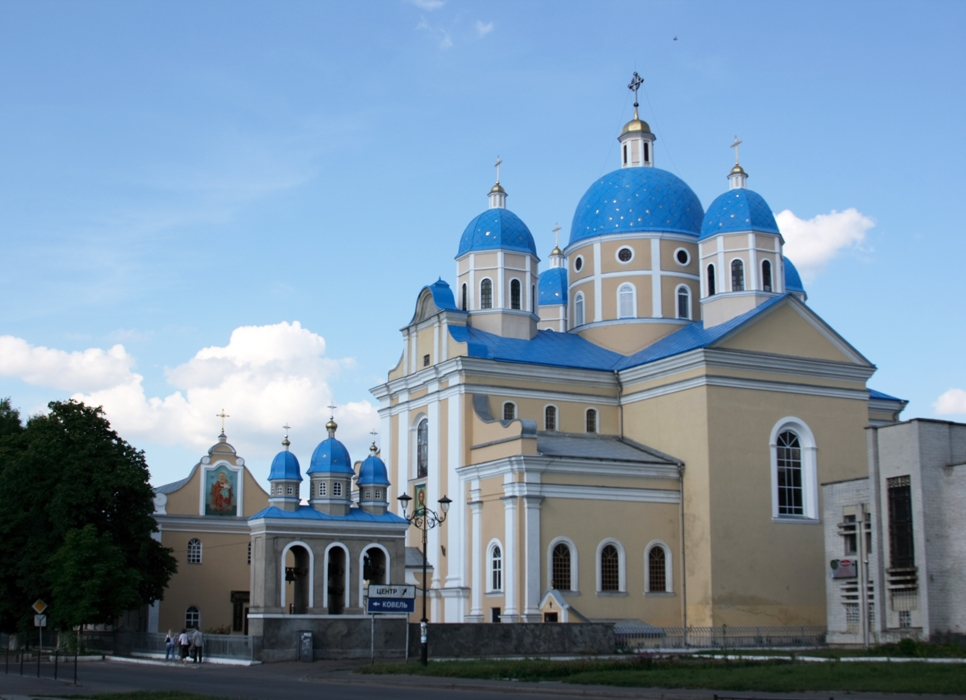

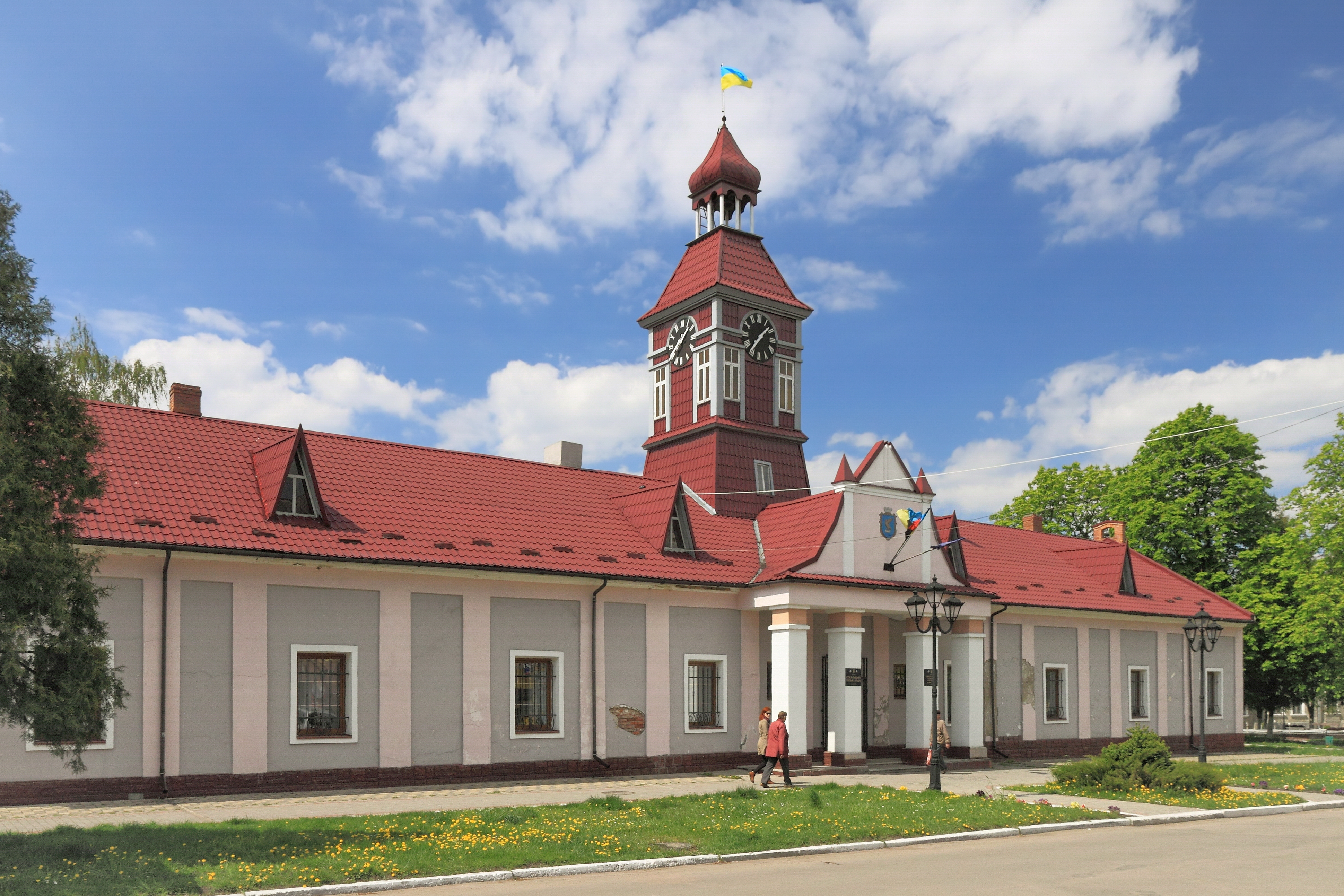

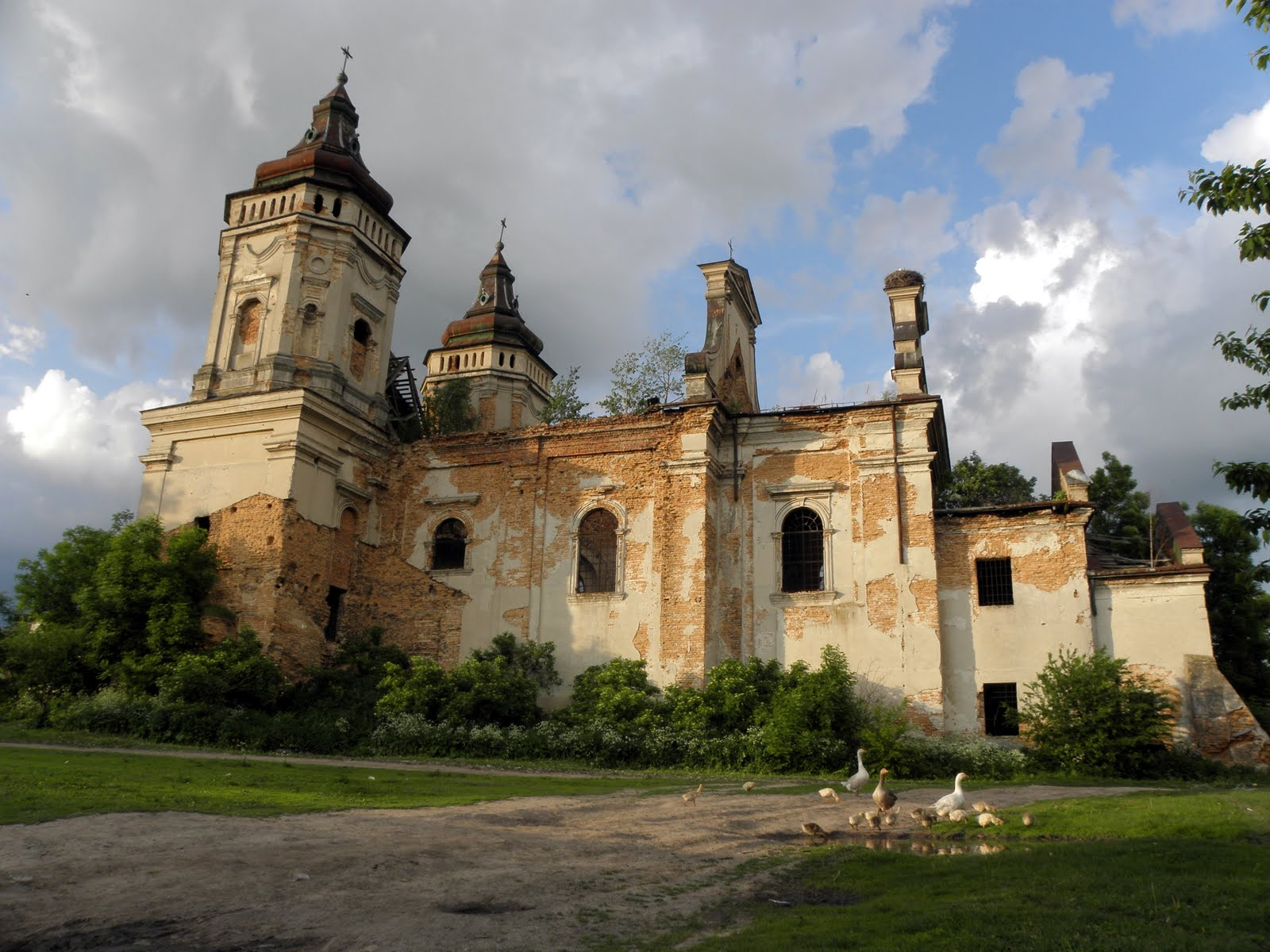

索卡利區（烏克蘭語：Сокальський район），曾是烏克蘭的一個區，位於該國西部，由利沃夫州負責管轄，首府設於索卡利，面積1,573平方公里，2001年人口98,123，人口密度每平方公里62.38人。
2020年7月18日乌克兰施行了行政区划改革，利沃夫州的区份数量减至7个，索卡利區合并至切尔沃诺赫拉德区。